# Grandes videos de ayer y oink!
Grandes videos de ayer y oink! es un DVD recopilatorio de los mejores videos de Chancho en Piedra desde su primer sencillo (Sinfonía de cuna) hasta el último (Cóndor). También incluye algunos extras como making offs y el video de Jabalí en piedra, un video realizado para una serie chilena. 
Su edición es limitada, y solo se vendió en un gran concierto masivo realizado en Santiago de Chile el día 08/08/08, llamado Videografía en Vivo, en donde recorrieron todos sus éxitos junto al Club de la Comedia.
1. Sinfonía de Cuna
2. Guachperry
3. Socio
4. Edén
5. Da la Claridad a Nuestro Sol
6. Moscardón
7. Locura Espacial
8. Eligiendo una Reina
9. Lophophora
10. Historias de Amor y Condón
11. Animales Disfrazados
12. El Impostor
13. Niño Peo
14. Multi-ricachón
15. La Vida del Oso
16. Almacén
17. En el año del Chancho Dorado
18. Cóndor

- Datos: Q5884788